# León Ávalos y Vez
León Ávalos y Vez (Atlixco, Puebla, 24 de enero de 1906 - 1991) fue un ingeniero mecánico mexicano, fundador de la dirección general del ITESM (ITESM, 1943–1946) y fue director general de la Escuela Nacional de Ingeniería Eléctrica y Mecánica del Instituto Politécnico Nacional (IPN, 1943).
Sus padres fueron Ignacio Ávalos y Amalia Vez. Egresó como Ingeniero Mecánico del Instituto Politécnico Nacional y obtuvo el grado de Maestro en la misma disciplina en el Instituto Tecnológico de Massachusetts (1929).
Es autor de Apuntes sobre generadores de vapor (1962), entre otros textos.